# Casar (Rapper)
Casar (* 31. Dezember 2002 in Mainz; bürgerlich Omar) ist ein deutscher Rapper.

## Leben
Er wuchs u. a. mit einer allein erziehenden Mutter im Elsa-Viertel im Mainzer Stadtteil Gonsenheim auf. Seine Familie stammt aus Casablanca in Marokko. Sein Vater war in einer Band, die orientalische Musik macht.
Erstmals Bekanntheit erlangte er durch Handyvideos auf Instagram, welche u. a. von Eno geteilt wurden. Später bekam er auch Support von anderen Rappern wie Massiv, Luciano und Nimo. Mit 16 Jahren unterschrieb er einen Major-Deal bei Universal Urban.
Ende September 2019 erschien seine erste Single Vice City. Auf dem Lied Kleine Bitch von Nimos Album Nimooriginal, welches im Dezember 2019 erschien, ist er als Featuregast vertreten. Am 29. Mai 2020 veröffentlichte er sein erstes Mixtape STRADA (Italienisch für "Straße"). Die Single Habibi erreichte Platz 9 in deutschen Singlecharts und ist gleichzeitig seine erste Chartplatzierung.

## Diskografie
Mixtapes
- 2020: Strada

Singles
- 2019: Vice City
- 2019: Ghetto Kriminal
- 2019: Salut Madame
- 2019: Komm mit mir
- 2019: Ahlami
- 2020: Die Straße schreit
- 2020: Drück nicht ab
- 2020: T-Max
- 2020: Weil ich muss
- 2020: 500 PS
- 2020: Hercules
- 2020: Naruto & Hinata (mit Casaoui und Noah)
- 2020: Amigo
- 2020: Habibi
- 2020: Tanz (#9 der Single-Trend-Charts am 15. Januar 2021[12])

Gastbeiträge
- 2019: Kleine Bitch (mit Nimo)
- 2021: Vapormax auf Geister von Noah